# تبني المسيح

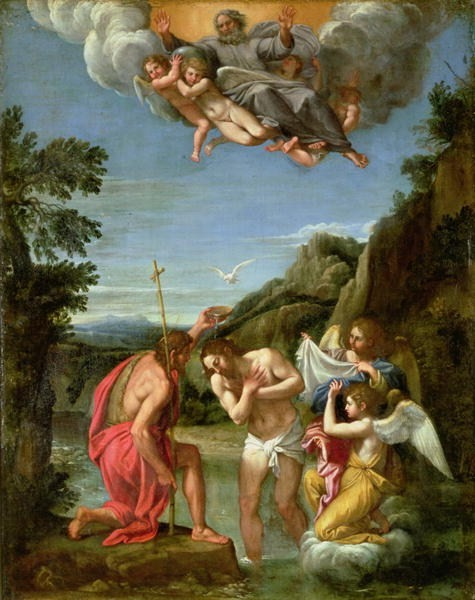
إفرنشِسكو ألباني لوحة معمودية المسيح، عندما أصبح يسوع واحدًا مع الله وفقًا للتبني

تبني المسيح هي عقيدة لاهوتية مسيحية مبكرة غير ثالوثية أُحيت لاحقًا بأشكال مختلفة، والتي تنص على أن يسوع تُبنِّيَ بعده ابن الله عند معموديته أو قيامته أو صعوده. ما زال الجدل حول مدى شيوع آراء التبني بين المسيحيين الأوائل حاضرًا، ولكن يبدو أنها كانت الأكثر شيوعًا في القرون الأول والثاني والثالث. يرى بعض العلماء أن التبني هو معتقد أتباع يسوع الأوائل، استنادًا إلى رسائل بولس وغيرها من الأدبيات المبكرة. ثم تراجعت وجهات النظر التبنيوية تراجعًا حادًا في القرنين الرابع والخامس، حيث أدانها قادة الكنيسة بعدِّها هرطقة.